# Vuelo 932 de Southern Airways
El vuelo 932 de Southern Airways fue un vuelo comercial doméstico de Estados Unidos operado por un Douglas DC-9 de Southern Airways desde Stallings Field (ISO) en Kinston, Carolina del Norte, al Aeropuerto Triestatal de Huntington/Campo Milton J. Ferguson (HTS) cerca de Kenova y Ceredo, Virginia Occidental. A las 7:36 p. m. del 14 de noviembre de 1970, el avión se estrelló contra una colina justo antes del Aeropuerto Triestatal, matando a las 75 personas a bordo – 37 miembros del equipo de fútbol de la Universidad Marshall, cinco entrenadores, siete miembros del personal, 21 refuerzos, dos pilotos, dos auxiliares de vuelo y un coordinador de vuelos chárter.El equipo regresaba a casa después de una derrota de 17-14 ante el equipo de fútbol de East Carolina Pirates en el Estadio Ficklen en Greenville, Carolina del Norte.El accidente es la tragedia más mortal para cualquier equipo deportivo en la historia de Estados Unidos.
Fue el segundo accidente aéreo de un equipo de fútbol universitario en poco más de un mes, después del accidente del 2 de octubre que mató a 31 personas – entrenador principal Ben Wilson, 14 jugadores de Wichita State y 16 personas más

## Aeronave y tripulación
El avión era un Douglas DC-9-30, bimotor a reacción y con capacidad para 95 asientos, con matrícula de cola N97S. La tripulación del avión estaba formada por el capitán Frank Abbott (47), el primer oficial Jerry Smith (28) y dos auxiliares de vuelo. Todos estaban calificados para el vuelo. Este fue el único vuelo ese año para el equipo de fútbol americano de la Universidad Marshall.

## Eventos que llevaron al accidente
En ese momento, los equipos deportivos de Marshall rara vez viajaban en avión, ya que la mayoría de los partidos fuera de casa estaban a una distancia que podía recorrerse fácilmente en automóvil desde el campus. A la luz del accidente del equipo de fútbol americano de Wichita State ocurrido poco más de un mes antes, los directivos de la universidad inicialmente planearon cancelar el vuelo. Sin embargo, optaron por volar en un avión diferente al que se estrelló en Colorado (un Martin 4-0-4), y alquilaron un DC-9 de Southern Airways. La propuesta original de alquilar el vuelo fue rechazada porque excedía las limitaciones de despegue de su aeronave. Las negociaciones posteriores resultaron en una reducción del peso de los pasajeros y el equipaje, y se programó el vuelo chárter.El avión partió del aeropuerto Stallings Field en Kinston, Carolina del Norte, y el vuelo transcurrió sin incidentes hasta Huntington. La tripulación estableció contacto por radio con los controladores de tránsito aéreo a las 7:23 p. m., con instrucciones de descender a 5 000 pies.

## Accidente
Los controladores advirtieron a la tripulación que había “lluvia, niebla, humo y un techo nuboso irregular” en el aeropuerto, lo que dificultaba el aterrizaje, aunque seguía siendo posible. A las 7:34 p. m., la tripulación del avión informó haber pasado la baliza exterior del Aeropuerto Triestatal. El controlador les dio autorización para aterrizar. La aeronave comenzó su descenso normal después de pasar dicha baliza, pero no detuvo el descenso ni se mantuvo a una altitud de 1240 pies (378 m), como requería el procedimiento de aproximación por instrumentos asignado. En su lugar, el descenso continuó otros 300 pies (91 m) por razones desconocidas, aparentemente sin que ninguno de los dos pilotos viera realmente las luces del aeropuerto o la pista.
En la transcripción de las comunicaciones en cabina durante los minutos finales, los pilotos debatieron brevemente si el piloto automático había captado la senda de planeo, aunque el aeropuerto no contaba con ese sistema. El informe también señaló que la aeronave se acercó a la refinería de Catlettsburg en los últimos 30 segundos antes del impacto, lo que “pudo haber producido una ilusión visual debido a la diferencia de elevación entre la refinería y el aeropuerto”, que estaba casi 300 pies más alto, con colinas de por medio. El copiloto, que vigilaba el altímetro, dijo: “Empieza a aclararse un poco allá abajo a... setecientos pies... Estamos a doscientos por encima del mínimo de aproximación”, y el coordinador del vuelo chárter, que estaba presente en la cabina, respondió: “Apuesto a que será una aproximación frustrada”. La grabadora de datos de vuelo muestra que la aeronave descendió otros 220 pies en 12 segundos, y el copiloto dijo “cuatrocientos” y estuvo de acuerdo con el piloto en que estaban en la aproximación correcta. Sin embargo, al segundo siguiente, el copiloto dijo rápidamente “ciento veintiséis... cien”, y de inmediato se escuchan los sonidos del impacto.
El avión chocó con las copas de los árboles en una ladera a 5543 pies (1690 m) del inicio de la pista 11 (actual pista 12).La aeronave estalló en llamas y dejó una franja de terreno calcinado de 95 pies de ancho por 279 pies de largo. Según el informe oficial de la Junta Nacional de Seguridad en el Transporte (NTSB), el accidente fue “incompatible con la supervivencia”. La aeronave “se inclinó a la derecha, casi invertida, y se estrelló de ‘nariz’ en un pequeño valle”.Cuando el avión se detuvo, estaba a 4219 pies del umbral de la pista y a 275 pies al sur de la baliza intermedia. Aunque la pista ha sido alargada desde entonces, lo que dificulta las mediciones históricas, el informe oficial de la NTSB señala: “el accidente ocurrió durante horas de oscuridad en la latitud 38° 22' 27" N y longitud 82° 34' 42" W”. El informe también indica: “La mayor parte del fuselaje se fundió o se redujo a una sustancia similar al polvo; sin embargo, varios fragmentos grandes quedaron esparcidos por toda el área quemada”.Los restos de seis pasajeros nunca fueron identificados.

## Investigación
La NTSB investigó el accidente y emitió su informe final el 14 de abril de 1972. En dicho informe, la Junta concluyó que “la causa probable de este accidente fue el descenso por debajo de la Altitud Mínima de Descenso durante una aproximación no de precisión en condiciones operativas adversas, sin contacto visual con el entorno de la pista”. Además, indicó: “La Junta no ha podido determinar la razón de este descenso [excesivo], aunque las dos explicaciones más probables son (a) un uso incorrecto de los datos de los instrumentos de cabina, o (b) un error en el sistema de altimetría”.: 36  Al menos una fuente señala que agua que se filtró en el altímetro del avión podría haber alterado las lecturas de altitud, haciendo que los pilotos creyeran que la aeronave estaba más alta de lo que realmente estaba.
Como resultado de este accidente, la Junta emitió tres recomendaciones, incluyendo la implementación de pantallas de visualización frontal (heads-up displays), dispositivos de advertencia de proximidad al terreno (ground proximity warning system), y mayor vigilancia e inspección de las operaciones de vuelo.: 37 

## Acontecimientos posteriores en Marshall
El 15 de noviembre de 1970 se celebró un servicio conmemorativo en el Veterans Memorial Fieldhouse, un recinto cubierto con capacidad para 8,500 personas. El evento incluyó momentos de silencio, recuerdos y oraciones.El sábado siguiente se llevó a cabo otro servicio conmemorativo en el Estadio Fairfield, al aire libre, con capacidad para 18,000 personas. Se cancelaron las clases en Marshall, así como numerosos eventos y espectáculos de la Marshall Artists Series (incluido el partido del equipo de fútbol americano contra los Ohio Bobcats) y se cerraron oficinas gubernamentales. Se realizó un funeral colectivo en el Fieldhouse y muchos de los fallecidos fueron enterrados en el Cementerio Spring Hill, algunos en tumbas compartidas debido a que los cuerpos no pudieron ser identificados.
Los efectos del accidente en Huntington fueron más allá del campus de Marshall. Como era el único vuelo chárter de la temporada del equipo, también iban a bordo patrocinadores y ciudadanos prominentes, incluyendo un concejal, un legislador estatal y cuatro médicos. Setenta niños perdieron al menos a uno de sus padres en el accidente; 18 de ellos quedaron huérfanos.
El Día de San Patricio de 1971, Jack Lengyel, entrenador del equipo de fútbol americano del College of Wooster, fue presentado como el nuevo entrenador principal de Marshall. Lengyel dijo que sintió una conexión inmediata con Marshall al enterarse del accidente.En las semanas siguientes, su esfuerzo por reconstruir el equipo fue apoyado por el entrenador de receptores Red Dawson.Dawson, que había sido parte del cuerpo técnico anterior, regresó en automóvil desde el partido contra East Carolina junto con el entrenador de primer año Gail Parker. Parker voló hacia el partido, pero no en el vuelo de regreso, ya que había intercambiado lugares con el entrenador Deke Brackett. Dawson y Parker estaban comprando maníes hervidos en una tienda rural en Virginia cuando escucharon la noticia por la radio. Antes del viaje, tenían planeado visitar Ferrum College para reclutar al apoyador de universidad junior Billy Joe Mantooth, esfuerzo que finalmente no tuvo éxito. Después del accidente, Dawson ayudó a reunir a jugadores del equipo junior varsity de 1970, así como a estudiantes y atletas de otros deportes, para formar el equipo de fútbol americano de 1971.
La NCAA permitió a Marshall usar jugadores de primer año en el equipo varsity, algo que normalmente no se permitía en ese momento (la NCAA eliminó esa restricción en su convención anual de enero de 1972). Después de su propio accidente aéreo, Wichita State recibió una exención similar para poder completar su temporada de 1970.
El entrenador principal Rick Tolley fue una de las víctimas del accidente. Lengyel fue contratado para reemplazar a Tolley el 11 de marzo de 1971, después de que Dick Bestwick, la primera opción para el cargo, se retirara tras solo una semana y regresara a Georgia Tech. Lengyel, que venía de un puesto en el College of Wooster, fue contratado por el recién nombrado director atlético Joe McMullen, con quien ya había trabajado en los años 50 en la Universidad de Akron.
El equipo de fútbol americano de la Universidad de Marshall solo ganó dos partidos en la temporada de 1971, contra Xavier y Bowling Green.Lengyel entrenó al Thundering Herd con un récord de 9–33 durante su periodo, que terminó tras la temporada de 1974.

### Memoriales
El presidente interino de la Universidad Marshall, Donald Dedmon, nombró un comité conmemorativo poco después del accidente.El comité decidió erigir un gran memorial en el campus, una placa y un jardín conmemorativo en el estadio Fairfield, y un cenotafio de granito en el Cementerio Spring Hill; el nuevo Centro Estudiantil Memorial también fue nombrado en honor a las víctimas.
El 12 de noviembre de 1972 se inauguró la Fuente Conmemorativa de la Universidad Marshall en la entrada del Centro Estudiantil Memorial.El escultor, Harry Bertoia, creó el memorial de 25.000 dólares utilizando bronce, tubos de cobre y varillas de soldadura. La escultura, de 2.900 kg y 4 metros de alto, se completó en un año y medio. El 10 de agosto de 1973 se colocó una placa en la base,con los nombres de las 75 víctimas, concluyendo con:

Ellos vivirán para siempre en los corazones de sus familias y amigos, y 
este memorial registra su pérdida para la universidad y para la comunidad.

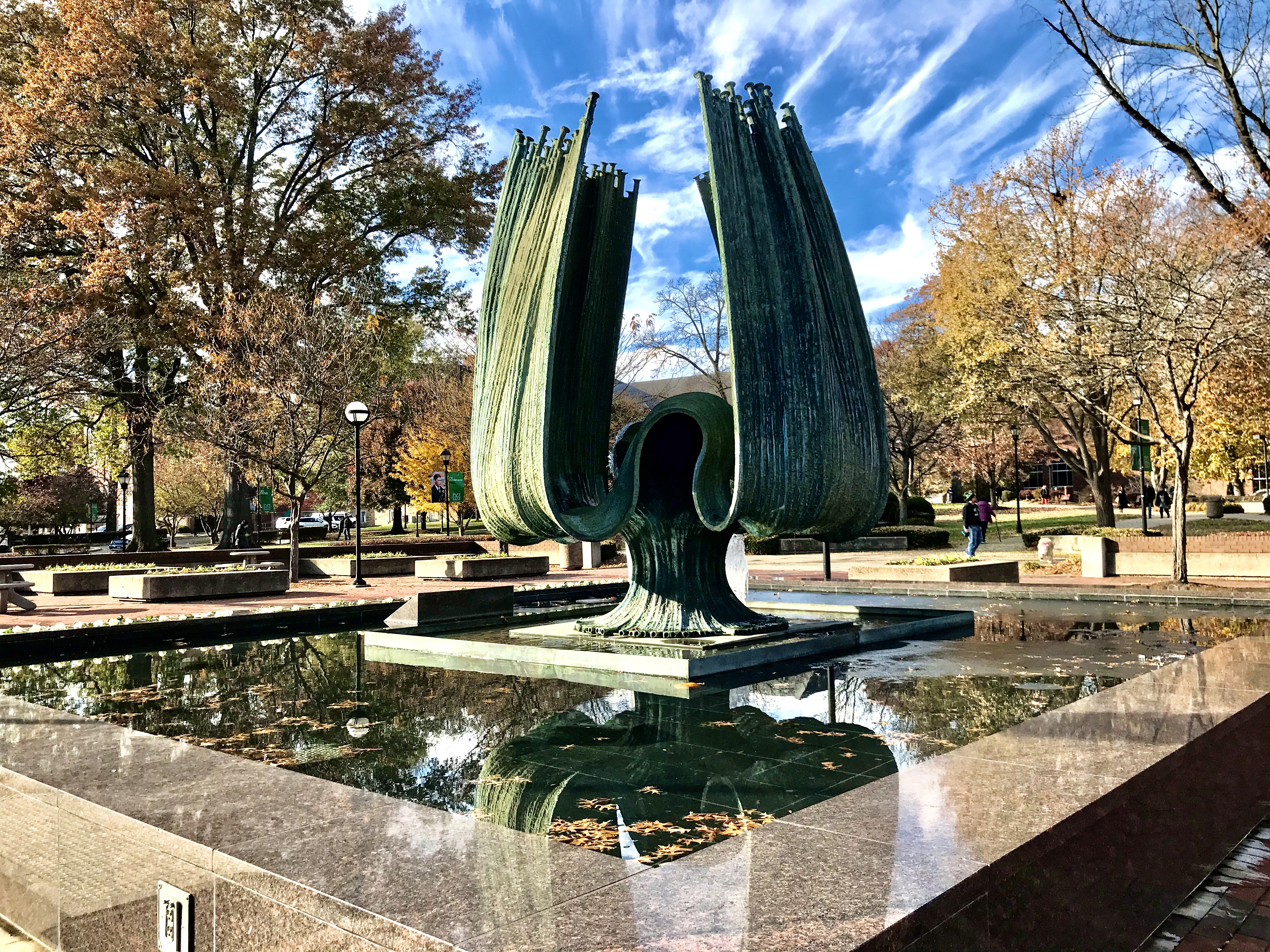
Fuente Conmemorativa de la Universidad Marshall frente al Centro Estudiantil Memorial

Cada año, en el aniversario del accidente, la fuente se apaga durante una ceremonia conmemorativa y no se vuelve a encender hasta la primavera siguiente.Varias de las víctimas están enterradas en una fosa común en el Cementerio Spring Hill en Huntington. Entre el cementerio y el Estadio Joan C. Edwards de Marshall, la Calle 20 fue renombrada como Bulevar Memorial Marshall en honor a las víctimas.
El 11 de noviembre de 2000 se inauguró la estatua de bronce conmemorativa "We Are Marshall". La estatua, de 150.000 dólares y dimensiones de 5×7 metros, fue creada por el artista Burl Jones, de Sissonville, Virginia Occidental, basándose en ideas de John y Ann Krieger de Huntington. Fue financiada por aficionados de Marshall y está ubicada en la fachada oeste del Estadio Joan C. Edwards. Fue revelada ante miles de personas, 90 minutos antes del partido contra los Miami RedHawks.
El 11 de diciembre de 2006 se inauguró una placa conmemorativa en el lugar del accidente.En la ceremonia participaron Dawson y Hardin como oradores invitados. Los departamentos de bomberos de Ceredo y Kenova fueron reconocidos durante el evento.
La placa conmemorativa dice (con cifras inexactas):

El 14 de noviembre de 1970, 75 personas murieron en la peor tragedia aérea relacionada con el deporte en la historia de EE. UU., cuando un DC-9 de Southern Airways se estrelló contra una ladera cercana. Las víctimas incluyeron 36 jugadores del equipo de fútbol americano de la Universidad Marshall, 9 entrenadores y administradores, 25 aficionados y 5 miembros de la tripulación. Nadie sobrevivió a este trágico desastre.

Otra placa en memoria del equipo de fútbol americano de Marshall de 1970 fue revelada el mismo día en la Universidad del Este de Carolina (East Carolina University) y puede verse en la entrada para equipos visitantes del Estadio Dowdy–Ficklen. Los oradores principales fueron el rector Steve Ballard, el director atlético Terry Holland, el locutor Jeff Charles de los Pirates y el presidente de Marshall, Stephen J. Kopp.
Se planeó una torre con campanario conmemorativo para un sitio en la Ruta 75 de Virginia Occidental cerca de la salida 1 de la Interestatal 64.
El 14 de noviembre de 2013 fue la primera vez que Marshall jugó un partido como visitante en el aniversario del desastre. Como homenaje a las 75 víctimas, los jugadores llevaron el número 75 en sus cascos. Esa noche,Marshall derrotó a los Tulsa Golden Hurricane por 45–34.El homenaje se repitió durante el resto de la temporada, incluyendo el partido del Campeonato de Fútbol Americano de la Conference USA de 2013 contra los Rice Owls.
Marshall tenía previsto conmemorar el 50 aniversario del desastre aéreo en su primer partido de la temporada el 29 de agosto de 2020. El rival previsto era East Carolina, el mismo equipo que había derrotado a Marshall antes del accidente. Sin embargo, el partido no se celebró debido a la pandemia de COVID-19 en Estados Unidos.
Durante el entretiempo del partido East Carolina–Marshall de 2023, el equipo de los ECU Pirates de 1970 presentó un balón de fútbol americano firmado en memoria a Red Dawson y Keith Morehouse, hijo del locutor de Marshall Gene Morehouse, quien falleció en el accidente.

## En cine y televisión

### Cine
Marshall University: Ashes to Glory, un documental de Deborah Novak y John Witek, fue estrenado el 18 de noviembre de 2000. Trata sobre el accidente y la posterior recuperación del programa de fútbol americano de Marshall en las décadas siguientes.
'We Are Marshall, una película que dramatiza el accidente y sus repercusiones, se estrenó el 12 de diciembre de 2006 en Huntington. Protagonizada por Matthew McConaughey como Jack Lengyel y Matthew Fox como Red Dawson.

### Televisión
Los hechos del accidente están documentados en un episodio de Aircrash Confidential titulado "Disastrous Descents" (Descensos desastrosos).